# Can Suari de la Coma
Can Suari de la Coma és un habitatge del municipi de Cardedeu (Vallès Oriental) protegit com a bé cultural d'interès local.

## Descripció
Habitatge entre mitgeres de planta baixa i dos pisos. La coberta és plana amb torreta que correspon a l'escala. Façana és molt simple, simètrica amb elements clàssics. Finestres balconeres i portal d'entrada amb arc escarser. El conjunt és d'una gran sobrietat.

## Història
L'any 1864 s'obre la carretera de Caldes a Sant Celoni. L'any 1860 havia arribat el ferrocarril a Cardedeu i durant la dècada dels 60 del s. XX s'hi edifiquen diverses cases al llarg de susdita carretera i suposa l'expansió de la vila al costat de les noves vies de comunicació, fora dels límits del nucli antic. Tot allò, abans, eren hortes. Can Suari, al costat dret de la carretera i a uns cent metres de l'estació, s'emmarca dins d'aquest creixement urbà.